# Двожиська (Люблінське воєводство)
Двожиська (пол. Dworzyska) — село в Польщі, у гміні Ізбиця Красноставського повіту Люблінського воєводства.
Населення — 256 осіб (2011).
У 1975-1998 роках село належало до Замойського воєводства.

## Демографія
Демографічна структура станом на 31 березня 2011 року:
|          | Загалом | Допрацездатний вік | Працездатний вік | Постпрацездатний вік |
| -------- | ------- | ------------------ | ---------------- | -------------------- |
| Чоловіки | 128     | 29                 | 88               | 11                   |
| Жінки    | 128     | 25                 | 79               | 24                   |
| Разом    | 256     | 54                 | 167              | 35                   |